# 71ª edizione dei Directors Guild of America Award
La 71ª edizione dei Directors Guild of America Award si è tenuta il 2 febbraio 2019 all'Hollywood and Highland Center di Los Angeles. Le candidature per la regia in campo televisivo, documentaristico e pubblicitario sono state annunciate il 7 gennaio 2019, mentre le candidature per il cinema sono state annunciate l'8 gennaio.

## Cinema

### Film
- Alfonso Cuarón – Roma
- Bradley Cooper – A Star Is Born
- Peter Farrelly – Green Book
- Spike Lee – BlacKkKlansman
- Adam McKay – Vice - L'uomo nell'ombra (Vice)

### Documentari
- Tim Wardle – Three Identical Strangers
- Morgan Neville – Won't You Be My Neighbor?
- RaMell Ross – Hale County This Morning, This Evening
- Elizabeth Chai Vasarhelyi e Jimmy Chin – Free Solo - Sfida estrema (Free Solo)
- Betsy West e Julie Cohen – Alla corte di Ruth - RBG (RBG)

### Opere prime
- Bo Burnham – Eighth Grade - Terza media (Eighth Grade)
- Bradley Cooper – A Star Is Born
- Carlos López Estrada – Blindspotting
- Matthew Heineman – A Private War
- Boots Riley – Sorry to Bother You

## Televisione

### Serie drammatiche
- Adam McKay – Succession per l'episodio Il compleanno (Celebration)
- Jason Bateman – Ozark per l'episodio Riparazione (Reparations)
- Lesli Linka Glatter – Homeland - Caccia alla spia (Homeland) per l'episodio La democrazia morente (Paean to the People)
- Chris Long – The Americans per l'episodio Inizio (START)
- Daina Reid – The Handmaid's Tale per l'episodio Holly

### Serie commedia
- Bill Hader – Barry per l'episodio Chapter One: Make Your Mark
- Donald Glover – Atlanta per l'episodio FUBU
- Hiro Murai – Atlanta per l'episodio Teddy Perkins
- Daniel Palladino – La fantastica signora Maisel (The Marvelous Mrs. Maisel) per l'episodio Andiamo sulle Catskill! (We're Going to the Catskills!)
- Amy Sherman-Palladino – La fantastica signora Maisel (The Marvelous Mrs. Maisel) per l'episodio Da sola (All Alone)

### Miniserie e film tv
- Ben Stiller – Escape at Dannemora
- Cary Joji Fukunaga – Maniac
- David Leveaux e Alex Rudzinski – Jesus Christ Superstar Live in Concert
- Barry Levinson – Paterno
- Jean-Marc Vallée – Sharp Objects

### Varietà, talk show, news, sport
- Don Roy King – Saturday Night Live per la puntata del 29 settembre 2018 presentata da Adam Driver
- Paul G. Casey – Real Time with Bill Maher per la puntata del 2 novembre 2018
- Sacha Baron Cohen, Nathan Fielder, Daniel Gray Longino e Dan Mazer – Who Is America? per la puntata del 22 luglio 2018
- Jim Hoskinson – The Late Show with Stephen Colbert per la puntata del 16 gennaio 2018
- Paul Pennolino – Last Week Tonight with John Oliver per la puntata del 25 febbraio 2018 sulle elezioni italiane

### Varietà, talk show, news, sport – Speciali
- Louis J. Horvitz – 60ª edizione dei Grammy Award
- Tim Mancinelli e Glenn Clements – The Late Late Show Carpool Karaoke Primetime Special 2018
- Beth McCarthy-Miller – Bill Maher: Live from Oklahoma
- Marcus Raboy – Steve Martin and Martin Short: An Evening You Will Forget for the Rest of Your Life
- Glenn Weiss – 72ª edizione dei Tony Award

### Reality/competition show
- Russell Norman – The Final Table per la puntata del 20 novembre 2018 Japan
- Neil P. DeGroot – Better Late Than Never per la puntata dell'8 gennaio 2018 How Do You Say Roots in German?
- Eytan Keller – Iron Chef Gauntlet per la puntata del 4 aprile 2018 Resourcefulness
- Patrick McManus – American Ninja Warrior per la puntata del 13 giugno 2018 Miami City Qualifiers
- Bertram van Munster – The Amazing Race per la puntata del 21 febbraio 2018 It's Just a Million Dollars, No Pressure

### Programmi per bambini
- Jack Jameson – When You Wish Upon a Pickle: A Sesame Street Special
- Allan Arkush – Una serie di sfortunati eventi (A Series of Unfortunate Events) per l'episodio L'ostile ospedale - Parte 1 (The Hostile Hospital: Part One)
- Greg Mottola – Il pericoloso libro delle cose da veri uomini (The Dangerous Book for Boys) per l'episodio Come camminare sulla Luna (How to Walk on the Moon)
- Barry Sonnenfeld – Una serie di sfortunati eventi (A Series of Unfortunate Events) per l'episodio Il vile villaggio - Parte 1 (The Vile Village: Part One)
- Matthew O'Neill e Thalía – Una serie di sfortunati eventi (A Series of Unfortunate Events) per l'episodio L'ascensore ansiogeno - Parte 1 (The Ersatz Elevator: Part One)

## Pubblicità
- Spike Jonze – spot per Apple (Welcome Home)
- Steve Ayson – spot per Dollar Shave Club (Getting Ready) e Speight's (The Dance)
- Fredrik Bond – spot per Virgin TV (Harmony), BT Sport (Take Them All On) e Confused.com (The Big Win)
- Martin de Thurah – spot per Audi (Final Breath),  Chase Bank (Mama Said Knock You Out) e Macy's (Space Station)
- David Shane – spot per Babbel (Alien) e Cure Alzheimer's Fund (Mothers & Daughters)